# Mohd Suffian Abdul Rahman
Mohd Suffian Abdul Rahman Kungi Raman (ur. 23 lutego 1978 w Malakce, zm. 17 sierpnia 2019) – malezyjski piłkarz grający na pozycji bramkarza.

## Kariera klubowa
Karierę piłkarską Suffian rozpoczął w klubie Negeri Sembilan FA. W 1999 roku zadebiutował w jego barwach w pierwszej lidze malezyjskiej. Grał w nim w latach 1999–2005. W tym okresie zdobył Puchar Malezyjskiej Federacji Piłkarskiej (2003). W 2005 roku odszedł do Melaki Telekom. W sezonie 2007/2008 grał w Selangorze FA, a w 2009 roku został zawodnikiem Kuala Muda NAZA FC. Grał też w takich klubach jak: Sarawak FA, Pahang FA, Felda United i Sime Darby FC.

## Kariera reprezentacyjna
W 2007 roku Suffian został powołany do reprezentacji Malezji na Puchar Azji 2007. Tam był rezerwowym bramkarzem dla Azizona Abdula Kadira i nie rozegrał żadnego spotkania.